# 耶鲁学院

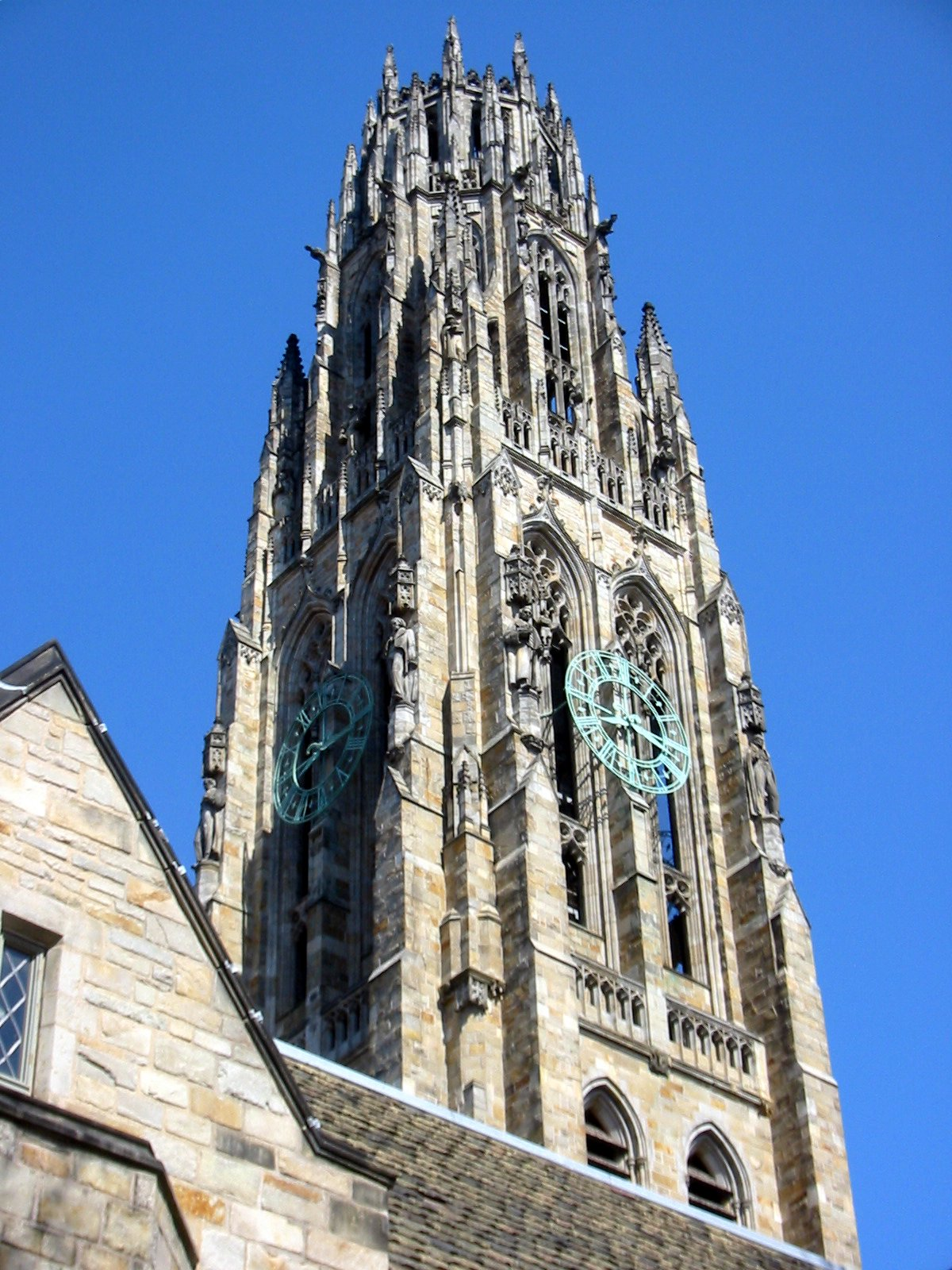
耶魯大學Harkness Tower

耶魯學院（英語：Yale College）是耶魯大學自1718年至1887年的正式校名，現在是耶魯大學的本科部，包括12個住宿學院。

## 历史
耶魯大學1701年創立時的原名為Collegiate School，1718年為感謝伊利胡·耶魯先生的捐助，將校名改為耶魯學院，1887年，耶魯學院改名為耶魯大學，而耶魯學院成為大學的本科部名稱。
耶魯學院實行住宿學院制，由12所學院組成。這種制度始於1933年，由一位非常讚賞牛津大學和劍橋大學類似制度的校友Edward S. Harkness捐款建立。每所學院對學生都有一套完備的支持體系，包括院長（Master）、學監（Dean）、駐院學者和Fellow。每所學院都有不同的建築風格，但都包括庭院和完備的設施。雖然每所學院都設有自己的討論課程（但向所有學生開放通選），舉辦自己的社交活動和院長茶會（Master』s Tea），耶魯學生仍然積極參與全校的學習和社會活動。
耶魯大學的住宿學院都以校史中的著名人物或者校友命名，而故意避免以捐款者命名。
耶魯大學住宿學院（按字母順序排列）：
1. Berkeley College：以喬治·貝克萊（1685-1753）之名命名，他為耶魯早期的發展作出了貢獻。
2. Branford College：以康州一地名命名，為耶魯大學所在地區。
3. Calhoun College：以約翰·C·卡爾霍恩之名命名，曾就任美國副總統。
4. Davenport College：以John Davenport之名命名，是紐黑文市的創立人。（該學院常被學生稱為D』Port）
5. Ezra Stiles College：以耶魯大學校長Ezra Stiles之名命名。常被學生稱作Stiles。
6. 喬納森·愛德華茲學院：以耶魯大學校友、神學家和普林斯頓大學創始人喬納森·愛德華茲之名命名，為耶魯第一個住宿學院。通稱為JE。
7. Morse College：以摩爾斯電碼發明人薩繆爾·摩爾斯之名命名。
8. Pierson College：以耶魯首位校長Abrahan Pierson之名命名。
9. Saybrook College：以康州一地名命名，是耶魯大學的創立地。
10. Silliman College：以耶魯大學教授，著名化學家本傑明·西利曼之名命名。他發明了石油的分餾法。
11. Timothy Dwight College：由耶魯大學兩任校長Timothy Dwight四世和五世命名。常稱為TD。
12. Trumbull College：以康州州長Jonathan Trumbull之名命名。

自1990年起，耶魯開始大規模的翻新老舊的住宿學院建築。Berkeley College是第一個結束翻新的，最近一個完成翻新的是在2006年9月重新投入使用的Trumbull College。翻新的住宿學院保持了設計者的初衷，維持了歷史感，但更新的設施使其更舒適、更符合現代居住規範。
20世紀60年代到70年代，耶魯大學曾計劃建立第13個學院，但後來由於多方的壓力並沒有實現。

## 又见
- 哈佛学院

## 外部連結
- 耶魯學院官方網站 （页面存档备份，存于）